# Gura Vitioarei
Gura Vitioarei là một xã thuộc hạt Prahova, România. Dân số thời điểm năm 2002 là 6045 người.